# Gran Premio motociclistico della Germania Est 1971
Il Gran Premio motociclistico della Germania Est 1971 fu il sesto appuntamento del motomondiale 1971.
Si svolse fra il 10 e l'11 luglio 1971 al Sachsenring di Hohenstein-Ernstthal alla presenza di oltre 100.000 spettatori e vide la vittoria di Giacomo Agostini nelle classi 500 e 350, di Dieter Braun nella Classe 250 e di Ángel Nieto nelle classi 125 e 50.
Durante le prove della 250 Günter Bartusch, pilota ufficiale della MZ, ha trovato la morte in un incidente.
Con la vittoria nella mezzo litro Agostini si riconfermò campione del mondo della categoria, eguagliando Mike Hailwood e Carlo Ubbiali per numero di titoli vinti (nove).
La vittoria del pilota tedesco-occidentale Braun nella quarto di litro passò alla storia. Il pubblico locale lo sostenne apertamente e rumorosamente per tutta la gara, con grande sconforto dei dirigenti della Repubblica Democratica Tedesca, i quali tentarono addirittura di farlo squalificare, senza riuscirci: il rifiuto di sottostare alle pressioni politiche costò poi il posto al direttore di gara Hans Zacharias.
Parimenti malriuscito fu il tentato sabotaggio della premiazione, ove gli organizzatori staccarono gli amplificatori del circuito per tentare di attenuare l'esecuzione dell'inno nazionale della Germania federale (vietata per legge nella Germania Est e generalmente sostituita con l'Inno alla Gioia di Ludwig van Beethoven): le oltre 150.000 persone presenti si misero tuttavia a cantarlo in coro, in una sorta di sberleffo al regime tedesco-orientale. Il rovescio ebbe un peso determinante nel causare, due anni dopo, la "serrata" del Gran Premio ai piloti di paesi occidentali e la sua cancellazione dal motomondiale.

## Classe 500

### Arrivati al traguardo
| Pos | Pilota             | Moto      | Tempo       | Punti |
| --- | ------------------ | --------- | ----------- | ----- |
| 1   | Giacomo Agostini   | MV Agusta | 1:04:47.800 | 15    |
| 2   | Keith Turner       | Suzuki    | +2:48.900   | 12    |
| 3   | Ernst Hiller       | Kawasaki  | +1 giro     | 10    |
| 4   | Hansruedi Brüngger | Bultaco   | +1 giro     | 8     |
| 5   | Kaarlo Koivuniemi  | Seeley    | +1 giro     | 6     |
| 6   | Karl Auer          | Matchless | +2 giri     | 5     |
| 7   | Jean Campiche      | Honda     | +2 giri     | 4     |
| 8   | Rob Bron           | Suzuki    | +3 giri     | 3     |
| 9   | Pentti Lehtelä     | Yamaha    | +8 giri     | 2     |

## Classe 350

### Arrivati al traguardo
| Pos | Pilota             | Moto      | Tempo     | Punti |
| --- | ------------------ | --------- | --------- | ----- |
| 1   | Giacomo Agostini   | MV Agusta | 55:29.900 | 15    |
| 2   | Paul Smart         | Yamaha    | +1:20.400 | 12    |
| 3   | László Szabó       | Yamaha    | +1:40.100 | 10    |
| 4   | Theo Bult          | Yamsel    | +2:14.800 | 8     |
| 5   | Werner Pfirter     | Yamaha    | +2:37.900 | 6     |
| 6   | Kurt-Ivan Carlsson | Yamaha    | +1 giro   | 5     |
| 7   | Maurice Hawthorne  | Yamaha    |           | 4     |
| 8   | Franz Kroon        | Yamaha    |           | 3     |
| 9   | Bosse Granath      | Yamaha    |           | 2     |
| 10  | Piet van der Wal   | Yamaha    |           | 1     |

## Classe 250

### Arrivati al traguardo
| Pos | Pilota           | Moto   | Tempo     | Punti |
| --- | ---------------- | ------ | --------- | ----- |
| 1   | Dieter Braun     | Yamaha | 47:09.500 | 15    |
| 2   | Rodney Gould     | Yamaha | +0.500    | 12    |
| 3   | Phil Read        | Yamaha | +1.600    | 10    |
| 4   | Gyula Marsovszky | Yamaha | +50.000   | 8     |
| 5   | Jarno Saarinen   | Yamaha | +50.400   | 6     |
| 6   | Barry Sheene     | Yamaha | +1:09.100 | 5     |
| 7   | Chas Mortimer    | Yamaha | +1:26.300 | 4     |
| 8   | Silvio Grassetti | MZ     | +1:29.100 | 3     |
| 9   | Leo Commu        | Yamaha | +2:23.200 | 2     |
| 10  | Werner Pfirter   | Yamaha | +2:40.200 | 1     |

## Classe 125

### Arrivati al traguardo
| Pos | Pilota           | Moto   | Tempo     | Punti |
| --- | ---------------- | ------ | --------- | ----- |
| 1   | Ángel Nieto      | Derbi  | 40:07.900 | 15    |
| 2   | Barry Sheene     | Suzuki | +0.400    | 12    |
| 3   | Börje Jansson    | Maico  | +8.900    | 10    |
| 4   | Dieter Braun     | Maico  | +42.400   | 8     |
| 5   | Cees van Dongen  | Yamaha | +1:08.900 | 6     |
| 6   | Jürgen Lenk      | MZ     | +1:41.400 | 5     |
| 7   | János Drapál     | MZ     | +2:13.600 | 4     |
| 8   | Thomas Heuschkel | MZ     | +2:22.100 | 3     |
| 9   | Bernd Köhler     | MZ     | +2:41.900 | 2     |
| 10  | Friedhelm Kohlar | MZ     | +2:45.700 | 1     |

## Classe 50

### Arrivati al traguardo
| Pos | Pilota             | Moto     | Tempo     | Punti |
| --- | ------------------ | -------- | --------- | ----- |
| 1   | Ángel Nieto        | Derbi    | 26:18.500 | 15    |
| 2   | Jan de Vries       | Kreidler | +0.600    | 12    |
| 3   | Jos Schurgers      | Kreidler | +6.500    | 10    |
| 4   | Herman Meijer      | Jamathi  | +41.800   | 8     |
| 5   | Cees van Dongen    | Jamathi  | +1:23.800 | 6     |
| 6   | Hans-Jürgen Hummel | Kreidler | +3:49.700 | 5     |
| 7   | Günter Hilbig      | MZ       |           | 4     |
| 8   | Lasse Johansson    | Maico    |           | 3     |
| 9   | Zbyněk Havrda      | AHRA     |           | 2     |
| 10  | Peter Müller       | Zündapp  |           | 1     |